# Mounir El Hamdaoui
Mounir El Hamdaoui (Róterdam, 14 de julio de 1984) es un futbolista neerlandés de origen marroquí. Juega de delantero en el DHSC de la Vierde Divisie de los Países Bajos.

## Selección nacional
Como juvenil integró la selección nacional sub-21 de los Países Bajos. Posteriormente ha sido internacional con la selección de fútbol de Marruecos en cuatro partidos. Anotó su primer gol internacional el 28 de marzo del 2009 ante la selección de Gabón por las eliminatorias africanas para la Copa Mundial 2010.

## Clubes
| Club                 | País           | Año       |
| -------------------- | -------------- | --------- |
| Excelsior Rotterdam  | Países Bajos   | 2001-2005 |
| Derby County         | Inglaterra     | 2005-2006 |
| Willem II            | Países Bajos   | 2006-2007 |
| AZ Alkmaar           | Países Bajos   | 2007-2010 |
| Ajax Ámsterdam       | Países Bajos   | 2010-2012 |
| Fiorentina           | Italia         | 2012-2015 |
| Málaga C.F. (cesión) | España         | 2013-2014 |
| AZ Alkmaar           | Países Bajos   | 2015-2016 |
| Umm-Salal            | Catar          | 2016      |
| Al-Taawoun           | Arabia Saudita | 2016-2017 |
| Twente               | Países Bajos   | 2018      |
| Excelsior Rotterdam  | Países Bajos   | 2018      |
| Al Kharaitiyat       | Catar          | 2019-2020 |
| DHSC                 | Países Bajos   | 2020-     |

## Palmarés

### Campeonatos nacionales
| Título                        | Club           | País         | Año     |
| ----------------------------- | -------------- | ------------ | ------- |
| Eredivisie                    | AZ Alkmaar     | Países Bajos | 2008/09 |
| Supercopa de los Países Bajos | AZ Alkmaar     | Países Bajos | 2009    |
| Eredivisie                    | Ajax Ámsterdam | Países Bajos | 2010/11 |

### Distinciones individuales
| Distinción                             | Año  |
| -------------------------------------- | ---- |
| Futbolista del año en los Países Bajos | 2009 |